# Rudolf ten Hompel

Rudolf ten Hompel

Rudolf ten Hompel (* 10. Februar 1878 in Recklinghausen; † 3. September 1948 in München) war ein deutscher Industrieller und Politiker (Zentrum).

## Leben und Wirken

### Jugend und Leben im Kaiserreich
Rudolf ten Hompel war der älteste Sohn von August ten Hompel, einem Vorstandsmitglied der in Recklinghausen – später in Münster – ansässigen Wicking'schen Portland-Zementwerke. Ten Hompels Mutter Henriette war eine Tochter des Gründers der Wickingwerke, Adolf Wicking. Ten Hompel besuchte ein Gymnasium in Recklinghausen und später die Realschule in Paderborn. Er studierte an der Königlichen Maschinenbauschule in Hagen sowie an der Technischen Hochschule Hannover, wo er einen Abschluss als Diplomingenieur erwarb. Im Anschluss daran rundete er seine Ausbildung durch volkswirtschaftliche Studien an der Universität München ab. In München wurde er aktives Mitglied der katholischen Studentenverbindung Saxonia im KV, 1925 wurde er Ehrenphilister der Verbindung AV Gothia Hannover im KV.
Anfangs war ten Hompel in der Textilindustrie tätig. In den Jahren 1901 bis 1903 bereiste er England und die USA zur Erweiterung seiner wirtschaftlichen und technischen Kenntnisse. 1905 kam er in den Vorstand der Westdeutschen Terrain- und Baubank (Essen-Ruhr). Im Jahr 1914 trat er in die von seinem Großvater gegründeten Wicking'schen Portlandzement und Wasserkalkwerke ein. Ab 1915 gehörte er dem Vorstand derselben an.

### Leben in der Weimarer Republik
Zum Generaldirektor des Familienunternehmens avanciert, baute ten Hompel in den 1920er Jahren den größten Zementkonzern Deutschlands auf. Bereits 1917 wurden von den Wickingwerken dreizehn, bislang unabhängige westfälische Zementwerke übernommen. Im Westdeutschen Zementverband stellten die Wickingwerke mehr als 50 % der beteiligten Firmen. Ausdruck der gestärkten Marktposition des ten Hompel'schen Konzerns war ein zwischen 1928 und 1930 in Neuwied errichtetes neues modernes, leistungsfähiges Werk. Während der Weltwirtschaftskrise, insbesondere durch den Zusammenbruch der Danat-Bank (Darmstädter und Nationalbank) geriet der Wicking-Konzern in Schwierigkeiten und ging an das Konkurrenzunternehmen Dyckerhoff aus Wiesbaden über.
Neben seiner Tätigkeit als Zementfabrikant gehörte ten Hompel dem Reichsverband der Deutschen Industrie (RDI) an. 1922 wurde ihm von der Philosophischen Fakultät der Universität Münster der akademische Grad Dr. phil. hc. verliehen.
Nach dem Ersten Weltkrieg begann ten Hompel sich politisch in der katholischen Zentrumspartei zu engagieren. Er war Organisator und Vorsitzender des Wirtschaftsbeirats der Partei. Für diese gehörte er von 1920 bis 1928 dem Berliner Reichstag als Abgeordneter für den Wahlkreis 17 "Westfalen Nord" an. 1921 versuchte ten Hompel zusammen mit Ludwig Kaas und Adam Stegerwald den Kölner Oberbürgermeister Konrad Adenauer dazu zu bewegen, sich für das Amt des Reichskanzlers zur Verfügung zu stellen.

### Späte Lebensjahre
Nach dem Niedergang des Unternehmens zog sich ten Hompel aus der Öffentlichkeit zurück. Im Jahr 1935 wurde er vom Landgericht in Münster wegen Veruntreuung, Konkursvergehen, Vermögensverschiebungen und Urkundenfälschung angeklagt und zu drei Jahren Gefängnis und einer Geldstrafe von 22.000 Reichsmark verurteilt. Nach 1939 ging die Villa ten Hompels in Reichsbesitz über. Die Familie verzog nach München, wo ten Hompel als Geschäftsführer einer Baustoffgesellschaft tätig war.

### Nachlass und Erinnerung
Sein Nachlass wird heute unter der Bestandssignatur N 1133 im Bundesarchiv in Koblenz verwahrt. Es beinhaltet unter anderem das Manuskript zu ten Hompels unveröffentlichten Lebenserinnerungen. Hinzu kommen Protokolle und Materialsammlungen aus seiner parlamentarischen Tätigkeit sowie Protokolle von Sitzungen der Regierungsfraktion und interfraktioneller Besprechungen und Unterlagen zur Sozial-, Finanz- und Wirtschaftspolitik.
In Münster erinnert die in den 1920er Jahren errichtete Villa ten Hompel – heute eine Erinnerungsstätte für die Verbrechen der Ordnungspolizei während der NS-Zeit – an den ehemaligen Eigentümer.

## Schriften
- Denkschrift über den Entwicklungsgang der Einigungsbestrebungen in der deutschen Zementindustrie unter besonderer Berücksichtigung der Lage der rheinisch-westfälischen Zementindustrie (1916)
- Entwicklung und Geschäftspolitik des Wickingkonzerns (1932)